# O&K MB 280 N
Die MB 280 N ist eine zweiachsige dieselhydraulische Lokomotive des Herstellers Orenstein & Koppel für den Einsatz im Rangierdienst und auf Werkbahnen. Von 1972 bis 1980 wurden insgesamt 22 Lokomotiven im Werk Dortmund-Dorstfeld hergestellt. Die MB 280 N ist somit die am häufigsten abgesetzte Rangierlokomotive Orenstein & Koppels in den 1970er-Jahren.
Abnehmer waren die Stadtwerke verschiedener Gemeinden und diverse Unternehmen, darunter auch Ford, Procter & Gamble sowie Hoechst. Je eine Lokomotive gelangte in die Niederlande, in die Schweiz und nach Italien. Auch die Mittelweserbahn setzte zwischenzeitlich eine MB 280 N ein. Das Aufgabengebiet der Lokomotiven erstreckt sich vom Verschubdienst von Wagen auf dem Werksgelände bis zur Durchführung von Übergabefahrten auf Gleisanschlüssen zur nächstgelegenen Güterverkehrsstelle, wo die Wagen in reguläre Güterzüge eingereiht werden.
Zahlreiche Maschinen sind noch heute im Einsatz, daher verfügt der Loktyp auch über eine Nummer im Fahrzeugeinstellungsregister der UIC, diese lautet 98 80 0 128 xxx-x.